# Сен-Сильвен-Бельгард
Сен-Сильве́н-Бельга́рд (фр. Saint-Silvain-Bellegarde) — коммуна во Франции, находится в регионе Лимузен. Департамент коммуны — Крёз. Входит в состав кантона Бельгард-ан-Марш. Округ коммуны — Обюссон.
Код INSEE коммуны — 23241.

## Население
Население коммуны на 2010 год составляло 210 человек.
| 1962 | 1968 | 1975 | 1982 | 1990 | 1999 | 2010 |
| ---- | ---- | ---- | ---- | ---- | ---- | ---- |
| 407  | 374  | 307  | 248  | 238  | 216  | 210  |

## Экономика
В 2010 году среди 143 человек трудоспособного возраста (15—64 лет) 106 были экономически активными, 37 — неактивными (показатель активности — 74,1 %, в 1999 году было 77,0 %). Из 106 активных жителей работали 100 человек (56 мужчин и 44 женщины), безработных было 6 (3 мужчин и 3 женщины). Среди 37 неактивных 6 человек были учениками или студентами, 22 — пенсионерами, 9 были неактивными по другим причинам.